# Paraspurrite
La paraspurrite è un minerale non più riconosciuto dall'IMA dal 2009 perché successive analisi hanno dimostrato che si tratta di un geminato polisintetico di spurrite.